# نفر كا رع نبي
نفر كا رع نبي، (بالإنجليزية: Neferkare Neby)‏، من محتمل أنه كان ملكا في الأسرة المصرية السابعة خلال الفترة الانتقالية الأولى.

## حياته
وقد جاء اسمه في قائمة أبيدوس مثل باقي ملوك تلك الأسرة. ويظهر أن والدته هي الملكة عنخ إسن بيبي الثاني، مما يرجح كونه ابنا للملك بيبي الثاني نفر كا رع. ونرى نفر كا رع نبي في نقوش معبد عنخ إسن بيبي الثاني. ويتضح أيضا أن نفر كا رع نبي كان يخطط لبناء هرم في منطقة سقارة لكنه لم يصل إلى مرحلة التنفيذ

## مقالات ذات صلة
- الأسرة المصرية السابعة
- الأسرة المصرية الثامنة
- فراعنة